# کورکور حلزونی
کورکور حلزونی (نام علمی: Rostrhamus sociabilis) یک پرنده شکاری از خانواده بازان است که شامل عقاب‌ها، بازها و کرکس‌های جهان قدیم نیز می‌شود. خویشاوند آن، کورکور نوک‌باریک، اکنون دوباره در Helicolestes قرار می‌گیرد و باعث می‌شود که سردۀ Rostrhamus تک‌نماد می‌شود. معمولاً در زیرخانواده کورکوریان قرار می‌گیرد، اما اعتبار آن گروه در دست بررسی است.

## ویژگی‌های ریخت‌شناسی

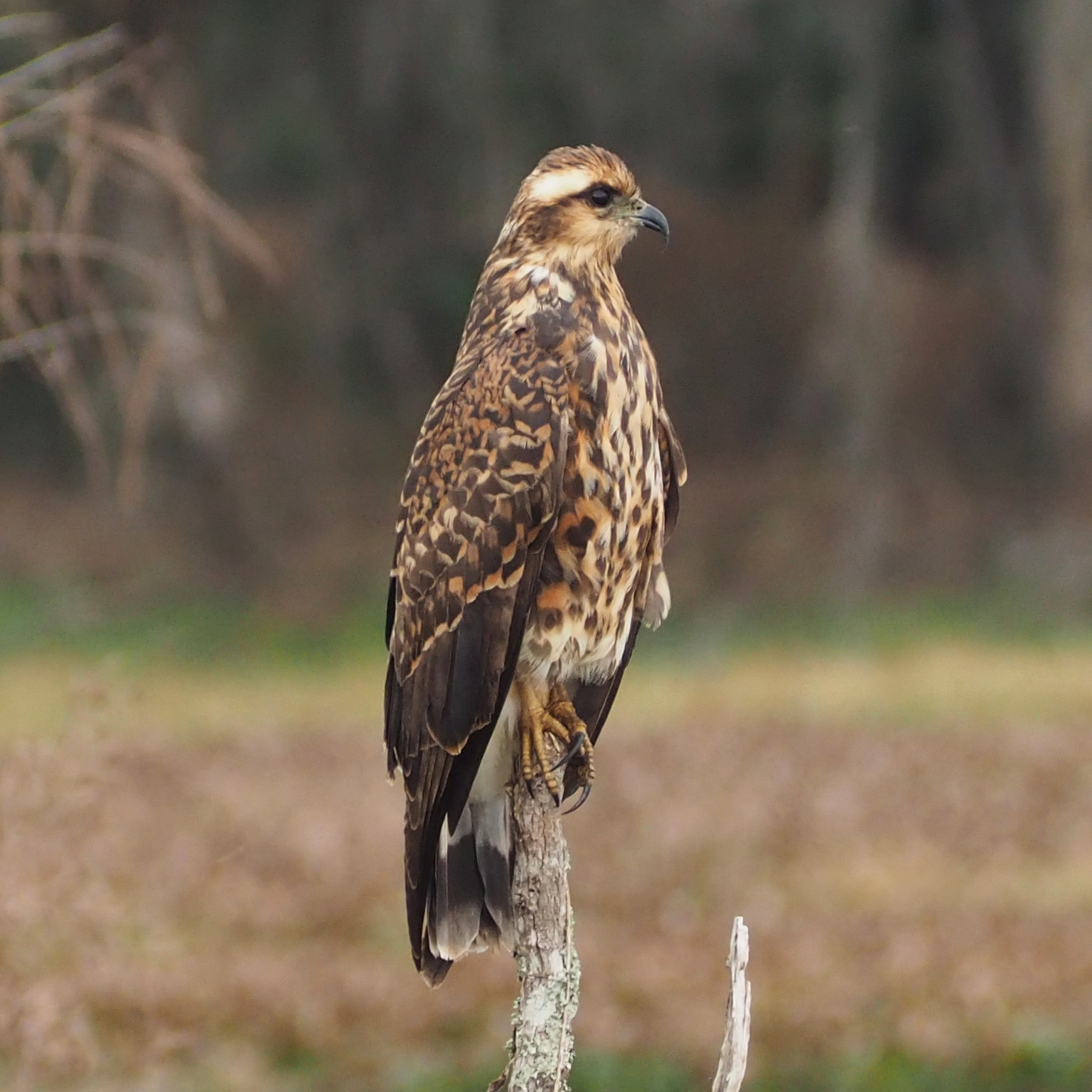
نوجوان

کورکورهای حلزونی ۳۶ تا ۴۸ سانتیمتر (۱۴ تا ۱۹ اینچ) طول دارد و گستردگی بال آنها ۹۹–۱۲۰ سانتیمتر (۳۹–۴۷ اینچ) و وزن آنها از ۳۰۰ تا ۵۷۰ گرم (۱۱ تا ۲۰ اونس) است. دوشکلی جنسی بسیار محدودی وجود دارد، به طوری که ماده به طور متوسط تنها 3٪ بزرگتر از نر است. آنها دارای بال‌های بلند، پهن و گرد هستند که اندازه هر یک از آنها ۲۹–۳۳ سانتیمتر (۱۱–۱۳ اینچ) است. دم آن بلند و به طول ۱۶–۲۱ سانتیمتر (۶٫۳–۸٫۳ اینچ)، با دمگاه و پوشپرهای زیردم سفید است. نوک تیره و چنگک‌مانند، به اندازه ۲٫۹–۴ سانتیمتر (۱٫۱–۱٫۶ اینچ) که با رژیم غذایی آن سازگار است. قلم پا نیز نسبتاً بلند و اندازۀ آن ۳٫۶–۵٫۷ سانتیمتر (۱٫۴–۲٫۲ اینچ) است. 
نر بالغ دارای پرهای خاکستری آبی تیره با پرهای پرواز تیره‌تر است. پاها و پایۀ نوک قرمز هستند. ماده بالغ دارای روتنه قهوه‌ای تیره و زیرتنه کم‌رنگ به شدت رگه‌دار است. ماده چهره‌ای سفیدرنگ با نواحی تیره‌تر پشت و بالای چشم دارد. پاها و نرمۀ بینی زرد یا نارنجی هستند. نوجوان شبیه به ماده بالغ است، اما تاج آن رگه‌دار است. بزرگسالان عنبیه قرمز یا قهوه ای مایل به نارنجی دارند، در حالی که نوجوانان عنبیه قهوه‌ای تیره دارند. 
به آرامی با سرش رو به پایین پرواز می کند و به دنبال غذای اصلی خود یعنی حلزون‌های سیب بزرگ می‌گردد. به همین دلیل، آن را یک نرم‌تن‌خوار می‌دانند.

## آرایه‌شناسی
لرنر و میندل (2005) دریافتند که R. sociabilis خواهر Geranospiza caerulescens است و این دو به همراه Ictinea plumbea پایه‌ای برای هر دو کلاد buteogallus و buteo بودند. آنها به این نتیجه رسیدند که Rostrhamus متعلق به Buteoninae هستند و جزو Milvinae نیستند، اما خاطرنشان کردند که تحقیقات بیشتری لازم است. 

## پراکندگی و بوم‌شناسی
کورکور حلزونی در مناطق گرمسیری آمریکای جنوبی، دریای کارائیب و فلوریدای مرکزی و جنوبی در ایالات متحده زادآوری می‌کند. این پرندگان در تمام طول سال در بیشتر محدودۀ خود ساکن هستند، اما جنوبی‌ترین جمعیت در زمستان به شمال مهاجرت می‌کنند و پرندگان کارائیب به طور گسترده در خارج از فصل زادآوری پراکنده می شوند.
در بوته یا روی زمین آشیانه می‌سازد و 3 تا 4 تخم میگذارد.
کورکور حلزونی یک گونه محلی در خطر انقراض در فلوریدا اورگلیدز، با جمعیتی کمتر از 400 جفت مولد است. تحقیقات نشان داده است که کنترل سطح آب در اورگلیدز جمعیت حلزون‌های سیب را کاهش می‌دهد.  با این حال، این گونه به طور کلی در محدوده وسیع خود تهدید نمی‌شود.

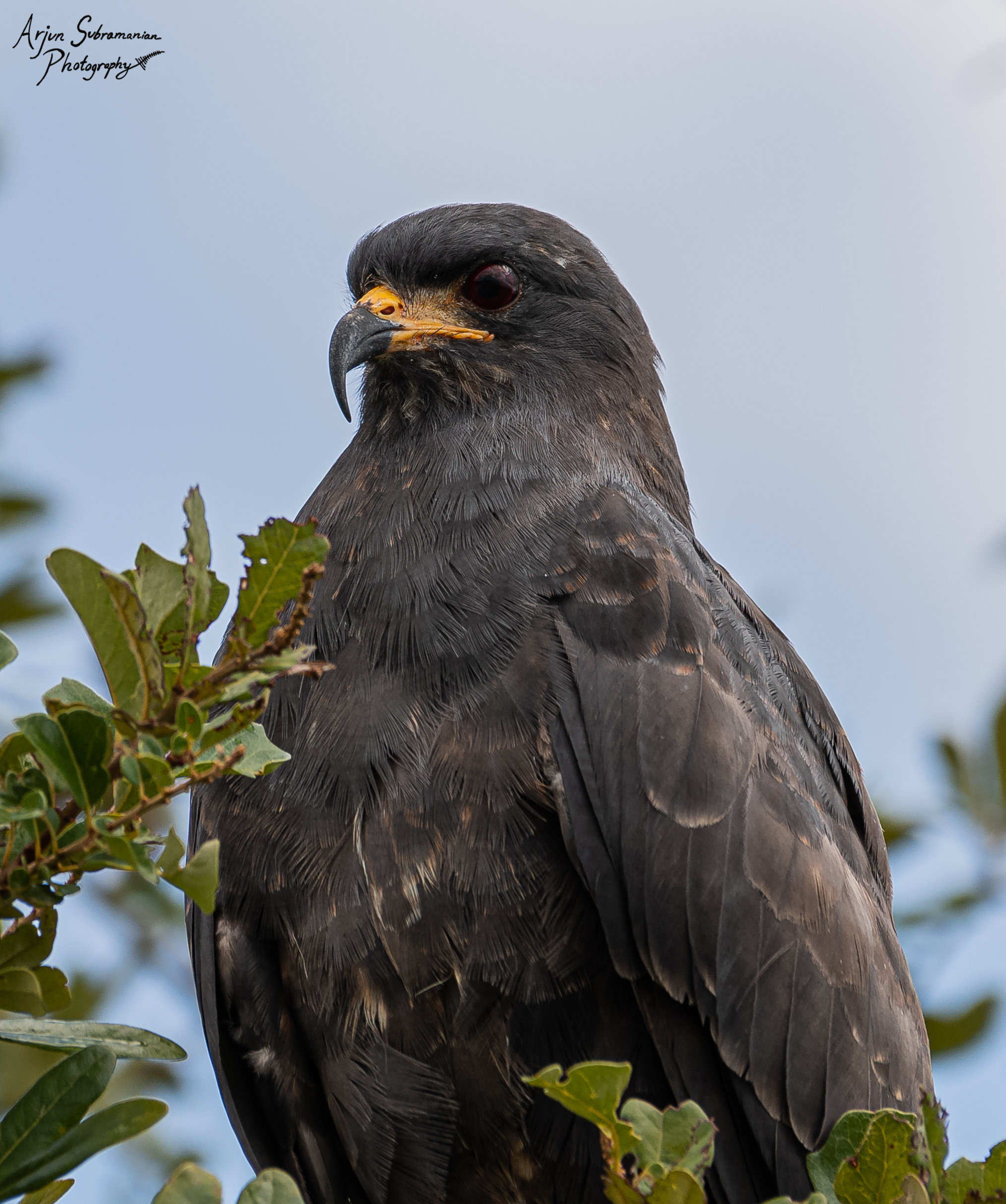
کورکور حلزونی نر بالغ اورگلیدز در جو اورستریت لندینگ، فلوریدا.